# Quốc hội Pakistan
Quốc hội Pakistan (tiếng Urdu: ایوانِ زیریں) là hạ viện của Nghị viện Pakistan. Quốc hội gồm tối đa 336 thành viên, trong đó 266 thành viên được bầu trực tiếp theo cơ chế phổ thông đầu phiếu và hệ thống theo thứ tự đầu tiên để đại diện cho các khu vực bầu cử tương ứng của họ, 70 thành viên được bầu vào các ghế dành riêng cho phụ nữ và tôn giáo thiểu số. Nhiệm kỳ của mỗi khóa Quốc hội là năm năm hoặc cho đến khi Quốc hội bị tổng thống giải tán theo đề nghị của thủ tướng. Quốc hội họp tại Trụ sở Nghị viện, Islamabad.

## Lịch sử
Phiên họp đầu tiên của Quốc hội lập hiến đầu tiên của Pakistan được tổ chức vào ngày 10 tháng 8 năm 1947 tại Tòa nhà Quốc hội Sindh, Karachi. Ngày 11 tháng 8 năm 1947, Quaid-i-Azam Muhammad Ali Jinnah được nhất trí bầu làm Chủ tịch Quốc hội lập hiến Pakistan và Quốc kì được Hội đồng chính thức phê chuẩn.
- Ngày 12 tháng 8 năm 1947, một nghị quyết được thông qua về việc chính thức gọi ông Muhammad Ali Jinnah là "Quaid-i-Azam Muhammad Ali Jinnah". Cùng một ngày, một ủy ban đặc biệt gọi là "Ủy ban về các quyền cơ bản của công dân và người thiểu số Pakistan" đã được chỉ định để xem xét và tư vấn cho Quốc hội về các vấn đề liên quan đến các quyền cơ bản của công dân, đặc biệt là các nhóm thiểu số, để lập pháp về những vấn đề này một cách thích hợp.
- Ngày 14 tháng 8 năm 1947, Toàn quyền Ấn Độ Mountbatten phát biểu trước Quốc hội lập hiến Pakistan. Cuộc chuyển giao quyền lực diễn ra vào ngày 15 tháng 8. Quaid trả lời bài phát biểu tại Quốc hội, trên đó đặt ra các nguyên tắc của Nhà nước Pakistan.
- Ngày 15 tháng 8 năm 1947, Quaid-i-Azam tuyên thệ nhậm chức Toàn quyền đầu tiên của Pakistan. Mian Abdul Rashid, Chánh án Tòa án Tối cao Pakistan, làm lễ tuyên thệ nhậm chức cho ông. Quaid giữ chức vụ cho đến khi qua đời vào ngày 11 tháng 9 năm 1948.

Ngày 3 tháng 4 năm 2022, Tổng thống Pakistan Arif Alvi giải tán Quốc hội theo đề nghị của Thủ tướng Imran Khan. Ngày 7 tháng 4, Tòa án Tối cao Pakistan hủy bỏ lệnh giải tán, khôi phục Quốc hội.
Sau những sự kiện này, vào ngày 11 tháng 4, sau các thủ tục tố tụng của Quốc hội, một cuộc bỏ phiếu được tổ chức để quyết định thủ tướng tiếp theo của Pakistan, do Ayaz Sadiq giám sát. Chỉ có hai ứng cử viên tranh cử, từ PTI, là Shah Mehmood Qureshi, và từ Liên đoàn Hồi giáo Pakistan, Shehbaz Sharif. Trước cuộc bỏ phiếu, 123 thành viên PTI đã từ chức khỏi Quốc hội. Họ từ chức và cùng với đó Phó Chủ tịch Quốc hội cũng từ chức, để lại cuộc bỏ phiếu được tiến hành dưới sự giám sát của Ayaz Sadiq, dẫn đến việc Shehbaz Sharif được bầu làm Thủ tướng Pakistan và dẫn đến cựu thủ tướng, Imran Khan tổ chức các cuộc biểu tình lớn chống lại chính phủ mới.
Sau đó, vào ngày 16 tháng 10 năm 2022, Ủy ban bầu cử Pakistan phớt lờ lời kêu gọi của chính phủ về việc trì hoãn cuộc bầu cử 08 ghế Quốc hội mà các công nhân PTI đã từ chức. Trong số 8 người này, Chủ tịch PTI và hiện là cựu Thủ tướng Imran Khan tranh cử 7 ghế. Imran Khan đã thành công, mất 1 ghế do PTI (Karachi) nắm giữ ban đầu, và lần đầu tiên trở lại Quốc hội kể từ khi bị lật đổ vào tháng 4 năm 2022.

## Tổ chức quyền lực

Sơ đồ quy trình lập pháp của Quốc hội Pakistan

Hiến pháp Pakistan, được Nghị viện nhất trí thông qua vào tháng 4 năm 1973, quy định một hệ thống chính phủ nghị viện liên bang, với Tổng thống là người đứng đầu nhà nước theo nghi lễ và một thủ tướng được bầu làm người đứng đầu chính phủ. Theo Điều 50 của Hiến pháp, cơ quan lập pháp liên bang là Majlis-e-Shoora (Quốc hội) lưỡng viện, bao gồm Tổng thống và hai Viện, Quốc hội và Thượng viện. Quốc hội, cơ quan lập pháp có chủ quyền của Pakistan, đưa ra luật cho liên bang dưới quyền hạn được nêu trong Danh sách lập pháp liên bang và cả các chủ đề trong Danh sách đồng thời, như được đưa ra trong lịch trình thứ tư của Hiến pháp. Thông qua các cuộc tranh luận, kiến nghị hoãn phiên họp, giờ chất vấn và các ủy ban thường trực, Quốc hội có quyền kiểm tra chính phủ. Nó đảm bảo rằng chính phủ hoạt động một cách hợp hiến được quy định trong Hiến pháp và không vi phạm các quyền cơ bản của người dân. Quốc hội giám sát chi tiêu công và thực hiện kiểm soát chi tiêu của chính phủ thông qua công việc của các ủy ban thường trực có liên quan. Ủy ban Tài khoản Công có vai trò đặc biệt trong việc xem xét báo cáo của tổng kiểm toán. Thượng viện, thượng viện của Nghị viện, có đại diện ngang nhau từ các đơn vị liên bang nhằm cân bằng sự bất bình đẳng cấp tỉnh trong Nghị việni, nơi số lượng thành viên được tính theo dân số của các tỉnh. Vai trò của Thượng viện là thúc đẩy sự gắn kết và hòa hợp quốc gia và hoạt động như một nhân tố ổn định của liên bang. Thượng viện có 104 thành viên có nhiệm kì sáu năm được luân phiên nhau để một nửa số thượng nghị sĩ sẽ được cử tri đoàn bầu lại ba năm một lần. Quốc hội gồm có 342 thành viên. Hiến pháp không trao quyền cho Tổng thống giải tán Nghị viện (không bao gồm hạ viện). Thượng viện không thể bị giải tán. Chỉ có Nghị viện mới có thể sửa đổi Hiến pháp, bằng đa số 2/3 phiếu bầu riêng biệt ở mỗi Viện.

## Đại biểu Quốc hội

### Trình độ chuyên môn
Hiến pháp Pakistan liệt kê một số yêu cầu đối với đại biểu Quốc hội tại Điều 62.
Hiến pháp cũng nêu chi tiết một số trường hợp bị loại trong Điều 63, bao gồm bất ổn về tinh thần, vỡ nợ, kết án hình sự và chấp nhận hai quốc tịch hoặc từ bỏ quốc tịch Pakistan, cùng những trường hợp khác. Hơn nữa, những ứng cử viên bị phát hiện phản đối hệ tư tưởng của Pakistan hoặc làm việc chống lại sự toàn vẹn của đất nước sau khi thành lập vào năm 1947 sẽ bị loại.

### Thành phần Quốc hội

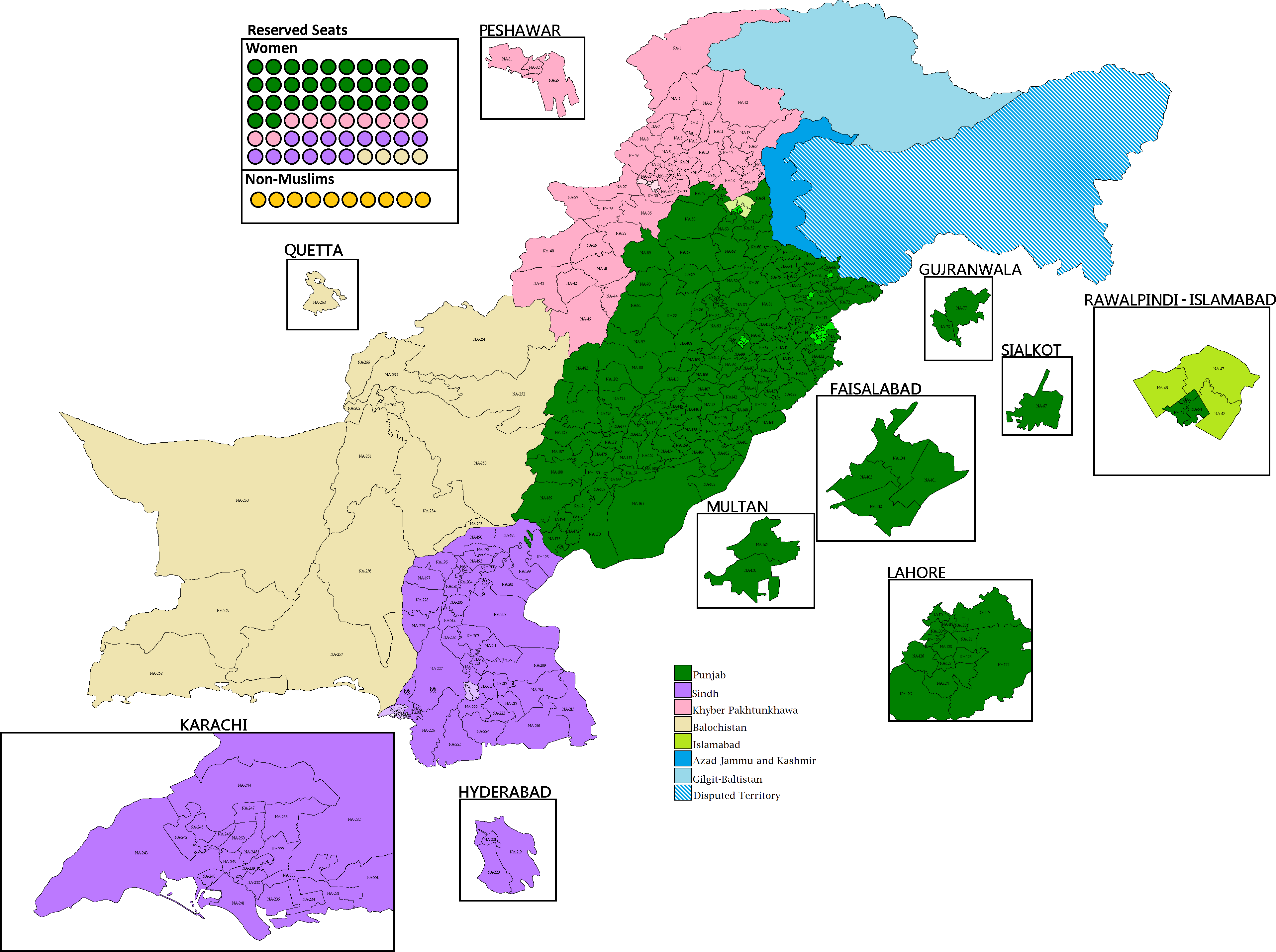
Sơ đồ khu vực bầu cử quốc hội sau phân định năm 2022

Quốc hội có 336 thành viên, trong đó có 60 ghế dành cho phụ nữ và 10 ghế dành cho người không theo đạo Hồi, theo Điều 51. Các ghế trong Quốc hội được phân bổ cho từng tỉnh và thủ đô liên bang dựa trên dân số, như được công bố chính thức trong cuộc điều tra dân số trước đó. Việc phân bổ số ghế hiện nay như sau:
|                          | TỉnhPunjab | TỉnhSindh | Tỉnh Khyber Pakhtunkhwa | Tỉnh Balochistan | Thủ đô liên bang | Tổng cộng |
| ------------------------ | ---------- | --------- | ----------------------- | ---------------- | ---------------- | --------- |
| Tổng quan                | 141        | 61        | 45                      | 16               | 3                | 266       |
| Phụ nữ                   | 32         | 14        | 10                      | 4                | -                | 60        |
| người không theo đạo Hồi | 10         | 10        | 10                      | 10               | 10               | 10        |
| Tổng cộng                | 173        | 75        | 55                      | 20               | 3                | 336       |

### Nhiệm kì
Quốc hội được bầu với nhiệm kì 5 năm dựa trên quyền bầu cử của người đủ tư cách bầu cử và mỗi người một phiếu. Nhiệm kì của một thành viên Quốc hội kéo dài trong nhiệm kì của Quốc hội hoặc sớm hơn trong trường hợp thành viên đó chết hoặc từ chức. Nhiệm kì của Quốc hội cũng chấm dứt nếu bị giải tán bởi Tổng thống , được quy định trong Hiến pháp. Theo Hiến pháp năm 1973, một thành viên Quốc hội không được giữ chức thủ tướng quá hai lần. Vào những năm 1990, Benazir Bhutto và Nawaz Sharif đề xuất dự luật sửa đổi hiến pháp năm 1973 để cho phép một nghị sĩ giữ chức thủ tướng nhiệm kì thứ ba.

## Vai trò của Chủ tịch Quốc hội và Phó Chủ tịch Quốc hội
Theo Hiến pháp Pakistan:
- Sau cuộc tổng tuyển cử, Quốc hội, tại cuộc họp đầu tiên và ngoại trừ bất kì vấn đề nào khác, sẽ bầu ra trong số các thành viên của mình một Chủ tịch và một Phó Chủ tịch, và thường khi chức vụ Chủ tịch hoặc Phó Chủ tịch trở thành trống, Hội đồng sẽ bầu một thành viên khác làm Chủ tịch hoặc, tùy từng trường hợp, Phó Chủ tịch.
- Trước khi nhậm chức, thành viên được bầu làm Chủ tịch hoặc Phó Chủ tịch nước phải tuyên thệ trước Quốc hội theo mẫu quy định tại Phụ lục thứ ba trong Hiến pháp.
- Khi chức vụ Chủ tịch Quốc hội trống, hoặc Chủ tịch vắng mặt hoặc không thể thực hiện chức năng của mình vì bất kì lí do gì, Phó Chủ tịch sẽ đóng vai trò là quyền Chủ tịch, và nếu tại thời điểm đó, Phó Chủ tịch cũng vắng mặt hoặc không thể làm Chủ tịch vì bất kì lí do gì thì thành viên đó được xác định theo quy định về thủ tục của Hội đồng sẽ chủ trì cuộc họp của Hội đồng.
- Chủ tịch hoặc Phó Chủ tịch không được chủ trì cuộc họp của Hội đồng khi nghị quyết về việc bãi nhiệm ông ấy đang được xem xét.
- Chủ tịch Quốc hội có thể từ chức bằng văn bản viết tay gửi tới Tổng thống.
- Phó Chủ tịch có thể từ chức bằng văn bản viết tay gửi tới Chủ tịch Quốc hội.
- Chức vụ Chủ tịch hoặc Phó Chủ tịch sẽ bị bỏ trống nếu

1. Ông từ chức;
2. Ông ấy không còn là thành viên của Hội đồng;
3. Ông ấy bị cách chức theo một nghị quyết của Hội đồng, được thông báo trước ít nhất bảy ngày và được thông qua bằng phiếu của đa số trong tổng số thành viên của Hội đồng.

- Khi Quốc hội giải tán, Chủ tịch Quốc hội vẫn tiếp tục giữ chức vụ của mình cho đến khi người được Quốc hội khóa tiếp theo bầu vào chức vụ đó.

Chủ tịch Quốc hội là người chủ trì của Quốc hội, hay là hạ viện của Nghị viện Pakistan. Chủ tịch Quốc hội được Phó Chủ tịch Quốc hội phụ trách việc tham mưu, giúp việc cho Chủ tịch. Cả hai quan chức này đều được bầu trong hàng ngũ đại biểu Quốc hội và theo quy ước hiện hành, họ thường là thành viên của đảng chiếm đa số. Việc bầu cử hai quan chức là vấn đề đầu tiên mà Quốc hội nhiệm kì mới phải giải quyết theo quy định của hiến pháp. Ngoài việc chủ trì các cuộc tranh luận của Quốc hội, Chủ tịch Quốc hội còn có thể đảm nhận nhiệm vụ quyền Tổng thống nếu vị trí này trống (trong trường hợp không có Tổng thống cũng như Chủ tịch Thượng viện).
Chủ tịch và Phó Chủ tịch hiện tại lần lượt là Raja Pervaiz Ashraf (Đảng Nhân dân) và Zahid Akram Durrani (MMA).

## Phiên họp
Quốc hội được chia thành các phiên họp. Nó phải họp trong 130 ngày trước khi Tu chính án thứ nhất được thông qua vào ngày 8 tháng 5 năm 1974 trong hiến pháp năm 1973. Theo sửa đổi này, thời gian tối đa giữa các phiên họp liên tiếp đã giảm từ 130 ngày xuống còn 90 ngày và phải có ít nhất ba phiên họp trong một năm. Phiên họp của Quốc hội được Tổng thống triệu tập theo Điều 54(1) của Hiến pháp. Trong lệnh triệu tập, Tổng thống nêu ngày, giờ, địa điểm (thường là Tòa nhà Nghị viện) để Quốc hội họp. Ngày, giờ triệu tập Quốc hội được thông báo ngay trên đài phát thanh và truyền hình. Nói chung, một bản sao của lệnh triệu tập cũng được gửi đến các đại biểu theo địa chỉ nhà của họ. Quốc hội cũng có thể được Chủ tịch Quốc hội triệu tập theo yêu cầu của 1/4 tổng số đại biểu Quốc hội. Nếu Quốc hội được trưng dụng thì phải triệu tập trong thời hạn 14 ngày.

## Thủ tục

### Vai trò hiến pháp
Điều 50 của Hiến pháp quy định rằng Nghị viện gồm có Tổng thống và hai viện được gọi là Quốc hội (Hạ viện) và Thượng viện. Quốc hội có lợi thế hơn Thượng viện khi chỉ ban hành luật về các vấn đề tiền bạc. Tuy nhiên, ngoại trừ các dự luật về tiền, cả hai viện đều hợp tác với nhau để thực hiện công việc cơ bản của Nghị viện, tức là xây dựng luật.

### Thủ tục pháp lí
Dự luật liên quan đến Danh sách Lập pháp Liên bang có thể được bắt nguồn từ một trong hai viện. Nếu Quốc hội thông qua một dự luật thông qua đa số phiếu, nó sẽ được chuyển đến nơi khác. Nếu viện kia thông qua mà không sửa đổi thì nó sẽ được trình lên Tổng thống để phê duyệt.
Nếu dự luật được chuyển tới viện khác không được thông qua trong vòng chín mươi ngày hoặc bị từ chối, nó sẽ được xem xét trong một phiên họp chung để được Tổng thống triệu tập theo yêu cầu của viện nơi dự luật được trình lên. Nếu dự luật được thông qua trong cuộc họp chung, có hoặc không có sửa đổi, bằng phiếu đa số thành viên của hai viện, nó sẽ được trình lên Tổng thống để phê chuẩn.
Nếu dự luật được trình lên Tổng thống để phê duyệt, ông ấy sẽ đồng ý với dự luật đó trong vòng không quá mười ngày. Nếu đó không phải là hóa đơn về khoản nợ của quốc gia, Tổng thống có thể trả lại cho Hội đồng Liên bang kèm theo thông báo yêu cầu xem xét lại dự luật và xem xét sửa đổi nêu trong thông báo. Hội đồng Liên bang sẽ xem xét lại dự luật trong một cuộc họp chung. Nếu dự luật được thông qua lại, có hoặc không có sửa đổi, bằng phiếu của đa số thành viên có mặt và bỏ phiếu, nó sẽ được trình lên Tổng thống và Tổng thống sẽ đồng ý trong vòng mười ngày; nếu không thì sự đồng ý đó sẽ được coi là đã được đưa ra.
Theo Hiến pháp, Nghị viện cũng có thể lập pháp cho hai tỉnh trở lên nếu các tỉnh đó đồng ý và yêu cầu. Nếu chính phủ liên bang ban bố tình trạng khẩn cấp ở bất kì tỉnh nào, quyền lập pháp về tỉnh đó sẽ được trao cho Nghị viện. Nhưng, các dự luật được Nghị viện thông qua trong tình trạng khẩn cấp sẽ hết hiệu lực sau sáu tháng kể từ ngày tình trạng khẩn cấp được dỡ bỏ. Tuy nhiên, các bước đã được thực hiện theo các đạo luật này sẽ vẫn có hiệu lực.

## Lãnh đạo

### Lãnh đạo Quốc hội
Lãnh đạo Quốc hội là đại diện cấp cao nhất của đảng chiếm đa số trong Quốc hội, thường là Thủ tướng.

### Lãnh đạo phe đối lập
Lãnh đạo phe đối lập là đại diện cấp cao nhất của đảng đối lập chính.

## Các Ủy ban
Các ủy ban có quyền mời hoặc triệu tập trước bất kì thành viên nào hoặc bất kì người nào khác có mối quan tâm đặc biệt đến bất kì vấn đề nào đang được ủy ban xem xét và có thể nghe bằng chứng chuyên môn và tổ chức các phiên điều trần công khai.
Các ủy ban do Quốc hội thành lập cũng như là Quốc hội có thể giải thể ủy ban theo đề nghị của Thủ tướng.

## Lực lượng Pasban-e-Aman
Vào năm 2023, Ban Thư kí Quốc hội sẽ thành lập Lực lượng Pasban-e-Aman (پاسبان امان) để đảm bảo an ninh cho Tòa nhà Nghị viện. Theo bài báo, phần lớn nhân sự của Lực lượng Pasban-e-Aman thuộc về thành phố Gujar Khan, khu vực bầu cử của Chủ tịch Quốc hội khi đó là Raja Pervez Ashraf. Lực lượng này chịu trách nhiệm đảm bảo an ninh cho Tòa nhà Nghị viện và Quốc hội (Hạ viện). Trách nhiệm an ninh của Tòa nhà Nghị viện đã được chuyển từ Quân đoàn Biên phòng sang lực lượng mới. Nhân viên Lực lượng Pasban-e-Aman được huấn luyện chống khủng bố gần Simly Dam, đến ngày 15 tháng 9 năm 2023, ba đợt đã hoàn thành khóa huấn luyện. Đồng phục của Pasban-e-Aman giống với đồng phục của Lực lượng Tinh nhuệ có kí hiệu ATS trên mũ và chữ Pasban-e-Aman trên vai phải.

## Giải tán
Quốc hội có thể bị giải tán bởi Tổng thống theo lời khuyên của Thủ tướng. Nếu giải tán, cuộc bầu cử mới sẽ được tiến hành cho Quốc hội. Điều 58 của Hiến pháp Pakistan quy định việc giải tán Quốc hội:
58. Giải tán Quốc hội:
Hiến pháp đã quy định như sau:
(1) Tổng thống sẽ giải tán Quốc hội nếu được Thủ tướng khuyên như vậy; và Quốc hội, trừ khi được giải tán sớm hơn, sẽ bị giải tán sau bốn mươi tám giờ kể từ khi Tổng thống ra quyết định.
Giải thích: Việc đề cập đến "Thủ tướng" trong Điều này sẽ không được hiểu là bao gồm việc đề cập đến Thủ tướng mà thông báo về nghị quyết bỏ phiếu bất tín nhiệm đã được đưa ra tại Quốc hội nhưng chưa được bỏ phiếu hoặc chống lại ai mà nghị quyết đó đã được thông qua hoặc ai đang tiếp tục giữ chức vụ sau khi từ chức hoặc sau khi Quốc hội giải tán.
(2) Bất kể những quy định tại khoản hoặc Điều 48, Tổng thống có thể giải tán Quốc hội theo quyết định của mình khi một cuộc bỏ phiếu bất tín nhiệm đã được thông qua chống lại Thủ tướng, không có thành viên Quốc hội nào khác ra lệnh tín nhiệm của đa số đại biểu Quốc hội theo quy định của Hiến pháp, được xác định trong phiên họp Quốc hội triệu tập vì mục đích này.
Tuy nhiên, việc giải tán Quốc hội có thể bị Tòa án Tối cao bãi bỏ và Quốc hội sẽ tiếp tục hoạt động cho đến khoá tiếp theo.